# Eichinger Band
Az Eichinger Band jazzformáció Eichinger Tibor első együttese, melyet 1994-ben alapított. Később a formáció részben átalakult és egy lemez kiadása után, 2000-től Eichinger Quartet néven zenél.
Egyetlen kiadott lemezük: Üzenet a kertből

## Tagok
- Bacsó Kristóf – szaxofon
- Czibere József – ütőhangszerek
- Eichinger Tibor – gitár
- Gavallér Csaba – dob
- Nagy Péter – bőgő
- Schreck Ferenc – pozan
- Vajdovich Árpád – basszusgitár, bőgő